# Run for Your Life (canção de The Beatles)
"Run for Your Life" é uma canção composta por John Lennon e creditada a Lennon/McCartney. Foi gravada pela banda britânica The Beatles e lançada no álbum Rubber Soul, de 1965.
A letra da canção se trata de um homem dialogando com uma mulher, que possivelmente seria sua namorada ou esposa. Ele diz em tom ameaçador que se ela o traisse, esse seria o seu fim, em frases como "Well, I'd rather see you dead, little girl, than to be with another man" (Bem, eu preferiria te ver morta, garotinha, do que te ver com outro homem); "Catch you with another man, that's the end, little girl" (Te pegar com outro homem, esse é o fim, garotinha); "Well, you know that I'm a wicked guy and I was born with a jealous mind" (Bem, você sabe que sou um cara perverso e que eu nasci com uma mente ciumenta).
O título "Run for Your Life" já faz referência ao relacionamento ciumento retratado, coisa que pode ser observada no refrão "You better run for your life if you can, little girl. Hide your head in the sand, little girl. Catch you with another man, that's the end, little girl" (Melhor correr pela sua vida se você puder, garotinha. Esconda sua cabeça na areia, garotinha. Te pegar com outro homem, esse é o fim, garotinha).
O cantor e compositor Renato Barros fez a versão em português "Dona do Meu Coração" e foi lançado pelo Renato e Seus Blue Caps em 1966 no álbum Um Embalo Com O Renato e Seus Blue Caps.